# Vondell Darr
Vondell Darr (Los Angeles, 18 april 1919 – aldaar, 10 september 2012) was een Amerikaans (kind)actrice.
Haar succes begon al in 1924 als kind van vijf jaar in de film The City thats never sleeps. Als tiener speelde ze in de Andy Hardy-reeks. Eind jaren '20 had ze met nog meer films succes. Ook later als 20-jarige maakte ze nog enkele films tot haar laatste rol in 1941 in de film The Chocolate Soldier.
Ze trouwt dat jaar met haar jeugdliefde Fred Wilson in Catalina en ze krijgen drie dochters. Hun huwelijk houdt 65 jaar stand. Darr is 93 jaar oud geworden.

## Films
- The City That Never Sleeps (1924) - Baby Molly
- One Glorious Night (1924) - Mary
- Border Vengeance (1925) - Bumps Jackson
- The Pony Express (1925) - Baby
- On Trial (1928) - Doris Strickland
- The Dummy (1929) - Peggy Meredith
- That Certain Age (1938) - Vriend
- Andy Hardy Gets Spring Fever (1939) - Prompter
- Scouts to the Rescue (1939) - Mary Scanlon
- Strike Up the Band (1940) - Indiaans student
- Little Nellie Kelly (1940) - dansmeisje
- More Trifles of Importance (1941) - patient
- Men of Boys Town (1941) - Agnes
- The Chocolate Soldier (1941) - handtekeningenjager

- International Standard Name Identifier: 0000 0004 9972 7268
- Library of Congress Control Number: no2018146478
- Virtual International Authority File: 3791154137639515370007
- WorldCat: E39PBJbxFkgTddttfTChvFpXVC